# Warpath (Marvel Comics)
Warpath, il cui vero nome è James "Jimmy" Proudstar, è un personaggio dei fumetti creato da Chris Claremont (testi) e Sal Buscema (disegni), pubblicato dalla Marvel Comics. Apparso per la prima volta sulle pagine della serie New Mutants (prima serie) n. 16 (giugno 1984), è uno dei pochi personaggi fumettistici ad essere un nativo americano appartenente alla tribù degli Apache. Incolpati, inizialmente, gli X-Men per la morte del fratello maggiore, si unì ai Satiri di Emma Frost per ottenere vendetta. In seguito, riconsiderò le sue vedute e si unì al gruppo mutante X-Force. Tempo dopo, militò anche nelle file della X-Corporation di Mumbai.

## Biografia del personaggio

### Origini
James Proudstar nacque nella riserva Apache di Camp Verde, Arizona. Suo fratello maggiore John, fu uno dei membri della seconda genesi del gruppo mutante col nome in codice di Thunderbird, che purtroppo perì durante una delle loro prime missioni. Adirato con gli X-Men e deciso a prendersi la sua vendetta, James rapì Banshee e costrinse il resto del gruppo a tornare alla Cheyenne Mountain, dove John morì. Tuttavia, quando giunse il momento di uccidere Charles Xavier e portare a compimento la propria vendetta, scoprì di non poterlo fare, almeno non a sangue freddo. Resisi conto del suo buon cuore, gli venne offerto un posto all'interno dei Nuovi Mutanti, che rifiutò per entrar a far parte dei Satiri guidati da Emma Frost.

### X-Force
Mesi più tardi, James si rese conto che la Massachusetts Academy di Emma, non era posto per lui e decise di ritornare alla riserva nella quale era vissuto con la sua famiglia, quando Cable gli propose di entrare nei Nuovi Mutanti, gruppo che stava riformando come X-Force. Rifiutata l'offerta, James tornò alla riserva, solo per scoprire che la sua intera tribù era stata massacrata durante la sua assenza. Credendo che a perpetrare tale strage fossero stati i Satiri per punirlo di averli abbandonati, si unì ad X-Force reclamando vendetta. Assunto il nome-in-codice di Warpath, fu membro del team fino al suo scioglimento, divenendo via via più calmo e controllato e sviluppando una forte attrazione per la compagna di squadra Siryn, che però, malgrado l'attrazione provata per lui decise di non rovinare la loro amicizia.

### Rivelazioni
Ottenuto un colloquio privato con Emma, la donna gli giurò che né lei, né i Satiri, ebbero alcun ruolo nella morte della tribù. In seguito, Warpath incontrò la mutante Risque, con la quale iniziò una relazione, con grande disappunto e gelosia di Siryn. Sfortunatamente, dopo un iniziale idillio, Risque svelò di essere una tirapiedi del misterioso Sledge, che la forzò a drogare Warpath per portarlo a suo cospetto. L'uomo fece capire a Jimmy che uno dei membri della tribù era ancora in vita e sapeva la verità celata dietro al massacro che lo ossessionava, in cambio pretendeva il soccorso di un suo vecchio collega d'affari scomparso in un'altra dimensione. Dopo varie avventure, Warpath riuscì nella propria impresa e Sledge gli fornì il nome di Michael Whitecloud, unico sopravvissuto. Incontratisi, Whitecloud gli disse che il mutante Stryfe, era il mandante della strage. Scoperto il ruolo giocato da Risque in tutta l'operazione, Jimmy troncò la relazione. Di ritorno in X-Force, incontrò parecchi cambiamenti, a partire dal nuovo comandante, l'agente dell'intelligence britannica Pete Wisdom, che aiutò James a gestire il suo nuovo potere di levitazione. Tempo dopo, l'intera X-Force fu creduta morta a seguito dell'esplosione di una bomba.
Ripresosi, Warpath decise di unirsi alla X-Corporation, agenzia di aiuto internazionale per mutanti, con sede a Mumbai, India. Assieme a Feral, Sole Ardente e Thornn svolse missioni di supporto per gli altri team di X-Men e di aiuto per la popolazione mutante.

### Ascesa e caduta dell'Impero Shi'ar
Dopo gli eventi di House of M e la decimazione, Warpath fu uno dei pochi mutanti a mantenere i propri poteri. A seguito della chiusura delle varie X-Corporation in giro per il mondo, fu costretto a risiedere all'interno del perimetro dello Xavier Institute, condizione non piacevole per uno che come lui è nato in una riserva è che vede così nuovamente limitata la propria libertà. In questo periodo, entrò per la prima volta e su richiesta del Professor X, nel gruppo di X-Men, fra i quali Marvel Girl, Nightcrawler, Havok, Darwin e Polaris, che partirono alla volta dello spazio Shi'ar per fermare la minaccia costituita da Vulcan. Durante il viaggio, ebbe più di un'occasione per mostrare le sue incredibili capacità in combattimento, tuttavia nello scontro finale con Vulcan, venne atterrato e costretto assieme a Nightcrawler, Darwin e all'aliena Hepzibah a ritornare sulla Terra.
In World War Hulk, Warpath è uno degli X-Men che in seguito alla chiamata delle Naiadi di Stepford accorre in aiuto del Professor X durante l'attacco del Gigante di Giada.

### Messiah Complex
Assoldato da Wolverine per far parte della nuova X-Force composta dai più esperti cacciatori e killer mutanti, Warpath viene inviato in missione con lo scopo di rintracciare e catturare Cable e la piccola messia mutante. A seguito dello scontro con i Reavers e Lady Deathstrike, rimane sconvolto dalla morte dell'amico Calibano a cui giura vendetta.

### X-Force revival
Scelto come uno dei nuovi membri fondatori di X-Force, Warpath ha subito mostrato una leggera avversione a tutto il sangue che avrebbero dovuto versare per portare a termine le loro missioni. Partecipato al primo scontro coi Purificatori, Jimmy aiutò a recuperare Wolfsbane assistendola durante la sua guarigione e combatté contro Warren, quando, dopo che Rahne gli strappò le ali, cominciò a trasformarsi in Arcangelo. Insieme ad X-Force, partecipò allo scontro finale fra Bastion e Riseman e fu essenziale nel salvataggio di X-23, utilizzata come fonte di sopravvivenza da Eli Bard.

## Poteri e abilità
La mutazione di Warpath consiste nello sviluppo di sensi, forza, velocità, agilità, riflessi e resistenza, oltre alla capacità di volare. Quest'ultima, venne scoperta da Pete Wisdom, che analizzò la sua mutazione dopo il depotenziamento e ripotenziamento dei mutanti su scala globale operato dall'Alto Evoluzionario. I suoi supersensi oltre che una vista da falco gli consentono un'ottima visione notturna.
Tralasciando la sua mutazione, Warpath è un eccellente combattente corpo-a-corpo essendo stato allenato da Cable in persona. Nelle sue più recenti avventure lo si è visto spesso maneggiare un paio di coltelli composti di vibranio, donatigli dalla regina del Wakanda, Tempesta.

## Altri media

### Cinema
Nella serie di film X-Men, Warpath è interpretato da Booboo Stewart. Compare in:
- X-Men - Giorni di un futuro passato (2014)

### Televisione
Warpath compare in:
- Insuperabili X-Men
- Marvel Super Heroes: What The--?!

### Videogiochi
Warpath compare in:
- Marvel Future Fight